# NGC 575
NGC 575 est une galaxie spirale barrée située dans la constellation des Poissons. NGC 575 a été découverte par l'astronome français Édouard Stephan en 1876. Cette galaxie a été observée par l'astronome français Stéphane Javelle le 18 janvier 1896 et inscrite plus tard à l'Index Catalogue sous la désignation IC 1710.

## Caractéristiques
Sa vitesse par rapport au fond diffus cosmologique est de 2 837 ± 21 km/s, ce qui correspond à une distance de Hubble de 41,8 ± 3,0 Mpc (∼136 millions d'al).
La classe de luminosité de NGC 575 est III et elle présente une large raie HI. De plus, c'est une galaxie du champ, c'est-à-dire qu'elle n'appartient pas à un amas ou un groupe et qu'elle est donc gravitationnellement isolée.